# Renault 6

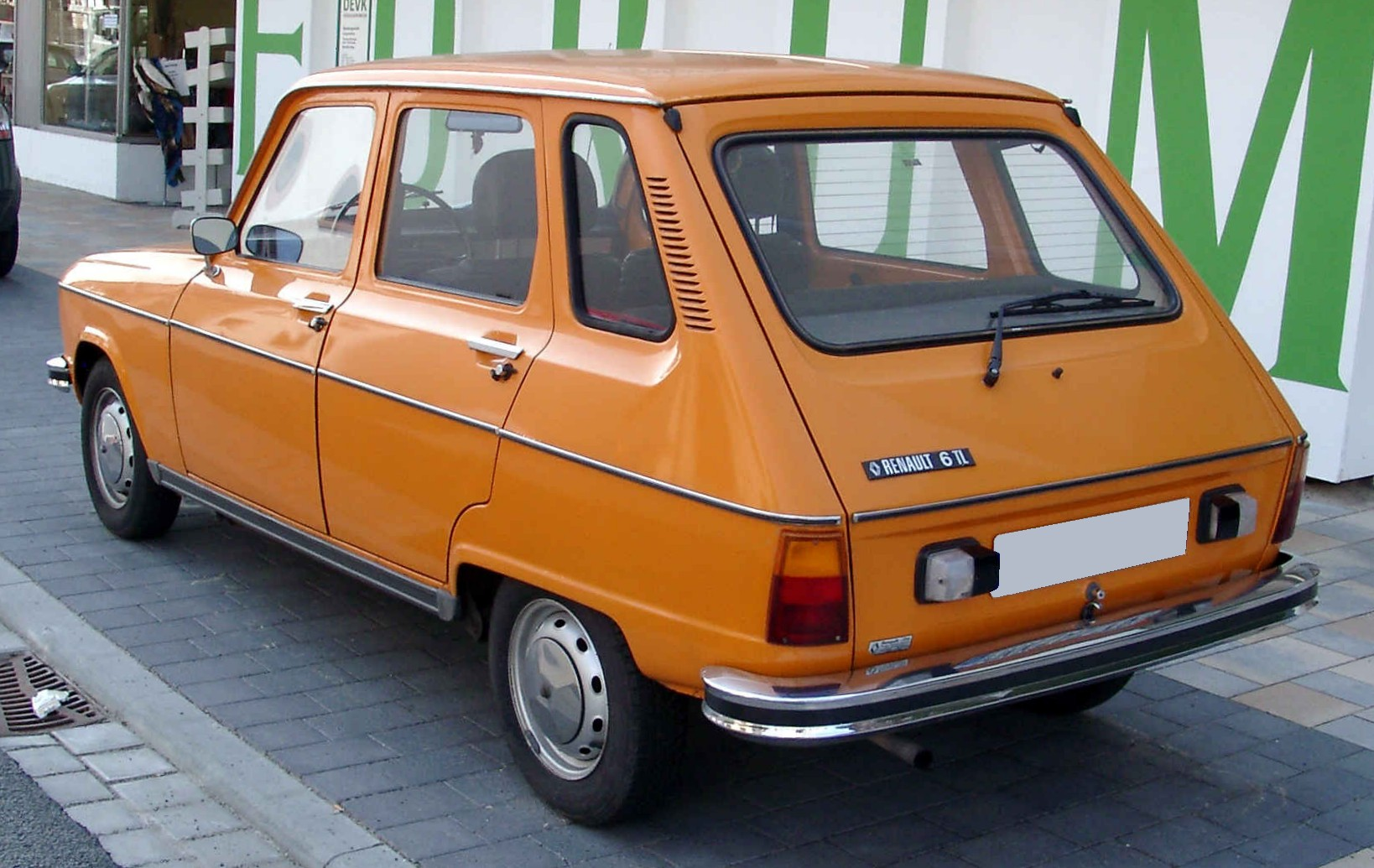
Achterzijde

De Renault 6 of R6 is een personenauto van de Franse producent Renault. Het model werd in 1968 op de Autosalon van Parijs aan het publiek gepresenteerd. Op basis van het onderstel is de R6 Rodeo ontwikkeld.

## Beschrijving
De auto heeft voorwielaandrijving en biedt daardoor meer zitruimte dan tijdgenoten met achterwielaandrijving. Het model werd ontwikkeld als de meer luxueuze variant van de Renault 4 en deelt ook diverse kenmerken met dit model. Zo werd hetzelfde chassis gebruikt, en ook de motor, met een cilinderinhoud van 845 cc was identiek aan die van de R4.
Omdat de R6 zwaarder was dan de R4 schoot de motor tekort. Vanaf 1970 werd de R6 daarom ook leverbaar met een motor met een cilinderinhoud van 1108 cc, de Renault 6 TL 1100. Deze versie kreeg ook een andere versnellingsbak en schijfremmen op de voorwielen. Bij FASA-Renault in Spanje werd een speciale versie gebouwd met een 956 cc motor, omdat in Spanje belasting werd geheven op auto's met een cilinderinhoud groter dan 1040 cc.

### Facelift
Voor het modeljaar 1974 werd het uiterlijk van de R6 aangepast. De R6 kreeg andere bumpers; de koplampen werden rechthoekig en ook de achterlichten werden vergroot; er werd een grille van zwart plastic toegepast en de richtingaanwijzers werden in de bumper opgenomen.
In Frankrijk en de meeste andere Europese landen stopte de productie en de verkoop in 1980, maar in Colombia was de R6 tot in 1984 te koop. In Spanje en Argentinië (tot 1975 IKA-Renault) werd de productie en verkoop in 1986 gestaakt.

### Afmetingen
Beide versies verschilden maar op enkele punten.
| Model | lengte  | breedte | hoogte  | wielbasis | gewicht |
| ----- | ------- | ------- | ------- | --------- | ------- |
| 845   | 3,848 m | 1,537 m | 1,500 m | 2,400 m   | 750 kg  |
| 1100  | 3,859 m | 1,537 m | 1,500 m | 2,400 m   | 820 kg  |

In productie:
5 E-Tech · 
Arkana · 
Austral · 
Captur · 
Clio · 
Espace · 
Kadjar · 
Kangoo · 
Koleos · 
Master · 
Mégane · 
Mégane E-Tech · 
Rafale · 
Scenic E-Tech · 
Symbioz · 
Symbol · 
Trafic · 
Twingo · 
Twingo Electric · 
Zoe

Uit productie:
3 · 
4 · 
5 · 
6 · 
7 · 
8 · 
9 · 
10 · 
11 · 
12 · 
14 · 
15 · 
16 · 
17 · 
18 · 
19 · 
20 · 
21 · 
25 · 
30 · 
2CV · 
4CV · 
Avantime · 
Caravelle · 
Dauphine · 
Domaine · 
Estafette ·
Express · 
Floride · 
Fluence ·
Frégate · 
Fuego · 
Juvaquatre ·
Laguna · 
Latitude · 
Modus · 
Nervastella · 
Novaquatre · 
Ondine · 
Prairie · 
Primaquatre · 
Rodeo · 
Safrane · 
Savanne · 
Scénic · 
Spider · 
Talisman · 
Thalia · 
Twizy · 
Vel Satis · 
Vivasport · 
Vivastella · 
Wind